# 工房一閃
工房一閃（こうぼういっせん）は1989年に設立された神奈川県三浦郡葉山町のオーダージュエリー・ショップ。照沼信行によるハンドメイド作品の店頭販売。工房一閃とは　”自ら光り輝く”　という意味の光芒一閃という熟語から引用である。

## 略歴
第32回、36回、40回日本現代工芸美術展にて各種受賞、1994年の第26回日展より、10回連続入選など受賞歴多数。高円宮妃の装身具の制作のほか、2009年にはエジプト、ナイル川のサルーガ島に高円宮憲仁親王の記念碑を制作した。